# 誓い (スタイリスティックスの曲)
「誓い」（You Make Me Feel Brand New）は、スタイリスティックスのシングル。1973年の3rdアルバム『ロッキン・ロール・ベイビー』(Rockin' Roll Baby)に最初に収録され、その後にも収録された次の4thアルバム『スタイリスティックス Ⅳ』(Let's Put It All Together)からの1枚目のシングルとして1974年5月に発売された。
トム・ベルとリンダ・クリードによって制作されたこの楽曲には、「Only you, Cared when I needed a friend」(あなただけが、私が友を必要としているとき気遣ってくれたのです)という言葉もあるが、この曲は作詞家のリンダ・クリードが信頼と友情を寄せていたトム・ベルのことを思って書いたものだと言われている。楽曲制作のコンビを組んだ作曲家のベルから音楽パートナーとしての大きな畏敬の念と愛を示されていたクリードは、彼との良好な人間関係を築いてきた中で、自分がベルのおかげで生れ変わったような新鮮な気持になれ、その感謝の意をこの詞に綴ったとされている。
リード・ボーカルはファルセットのラッセル・トンプキンス・ジュニアであるが、冒頭のパートなどは低音（バリトン）のエアリオン・ラブ (Airrion Love)が担当し、ファルセットと低音の掛け合いが両者の美しい歌声を際立たせている。ゆっくりとしたメロウな曲調で、クワイエット・ストームの源流の一つになっている楽曲とも言われている。
「誓い」は、全米ビルボードシングルチャートで2位、R&Bチャートでは5位を記録する大ヒットとなり、イギリスの全英シングルチャートでも2位になるなど、チャート10位以内になったスタイリスティックス楽曲の中でも最大のヒット曲となった。
ベイビーフェイスやシンプリー・レッドのほか、ロバータ・フラック、ジョニー・マティスなど多数のアーティストにカバーされ、1986年には山下達郎がアカペラでカバーしたことでも知られている。

## トラック・リスト

### 7インチ・シングル
| #  | タイトル                                                     | 作詞 | 作曲・編曲 | 時間 |
| -- | ------------------------------------------------------------ | ---- | ---------- | ---- |
| 1. | 「誓い (You Make Me Feel Brand New)」                        |      |            | 4:45 |
| 2. | 「オンリー・フォー・ザ・チルドレン (Only for the Children)」 |      |            | 4:38 |

## チャート記録

### 週間
| チャート(1974)                                                                        | 最高位 |
| ------------------------------------------------------------------------------------- | ------ |
| アメリカ「ホット100・シングルチャート」(Billboard Hot 100)                            | 2      |
| アメリカ「ホットR&B/ヒップホップ・シングルチャート」(Billboard Hot R&B/Hip-Hop Songs) | 5      |
| アメリカ「アダルト・コンテンポラリー・チャート」(Adult Contemporary)                  | 6      |
| アメリカ「キャッシュボックス・トップ100シングル」(Cashbox Top 100 Singles)            | 1      |
| イギリス「全英シングルチャート」(UK Singles Chart)                                    | 13     |
| カナダ「RPM・シングルチャート」(RPM)                                                  | 3      |
| ニュージーランド「ニュージーランド・リスナー」(New Zealand Listener)                  | 11     |

### 年間
| チャート(1974)                                                  | 位 |
| --------------------------------------------------------------- | -- |
| アメリカ「年間ビルボード・ホット・チャート」(Billboard Hot 100) | 14 |
| イギリス「年間チャート」(UK Charts)                             | 19 |
| ブラジル「ブラジル・トップ10」(Brazilian Top 100)               | 5  |

## カバー・アーティスト
出典は
- ペギー・リー（1974年） - アルバム『Let's Love』に収録。
- オフ・コース（1974年） - アルバム『秋ゆく街で ⁄ オフ・コース・ライヴ・イン・コンサート』の「MEDLEY」内にメドレー収録。
- ジミー・キャスター・バンチ (The Jimmy Castor Bunch)（1975年） - アルバム『Butt of Course...』に収録。
- ノーマン・コナーズ（英語版）とスターシップ・オーケストラ（1977年） - アルバム『This Is Your Life』に収録。
- リサ・ラウリン (Lisa Lawalin)（1978年） - アルバム『New Moon Rising』に収録。
- ベイビーフェイス（1986年） - アルバム『Lovers』に収録。
- 山下達郎（1986年） - アルバム『ON THE STREET CORNER 2』に収録。
- ミーナ・マッツィーニ（1987年） - アルバム『Rane supreme』に収録。
- Original Love（1988年） - アルバム『les enfants 2』に収録。
- ロレイン・マッケイン (Lorraine McKane)（1990年） - アルバム『You Make Me Feel Brand New』に収録。
- ロバータ・フラック（1991年） - アルバム『ナイト・トゥ・ミュージック』に収録。
- B・J・トーマス（1992年） - アルバム『Back Against the Wall』に収録。
- 田原俊彦（1994年） - アルバム『MY FAVORITE SONGS』に収録。
- フィフス・ディメンション（1995年） - アルバム『In the House』に収録。
- レジーナ・ベル（1995年） - アルバム『Reachin' Back』に収録。
- Folder feat. Daichi（2000年） - アルバム『7 SOUL』に収録。
- 池森秀一(SHU名義)（2001年） - シングル『ANOTHER LIFE』に収録。
- シンプリー・レッド（2003年） - アルバム『Home』に収録。
- 小柳ゆき（2003年） - アルバム『KOYANAGI the DISCO』に収録。
- エイミー・アダムス（2004年） - アルバム『American Idol Season 3: Greatest Soul Classics』に収録。
- ボーイズIIメン（2004年） - アルバム『Throwback, Vol. 1』に収録。
- 稲垣潤一（2004年） - アルバム『Revival II』に収録。
- ジョニー・マティス（2008年） - アルバム『A Night to Remember』に収録。
- ロッド・スチュワート feat. メアリー・J. ブライジ（2009年） - アルバム『ソウルブック』に収録。
- ラリー・カールトン（2011年） - アルバム『Plays the Sound of Philadelphia』に収録。
- 弘田三枝子（2013年） - アルバム『弘田三枝子・せれくしょん 〜ポピュラー・ヒッツ』に収録。
- ロニー・ミルサップ（英語版） feat. マンディー・バーネット（英語版）（2014年） - アルバム『Summer Number Seventeen』に収録。
- サイラス・チェスナット（2017年） - アルバム『There's a Sweet, Sweet Spirit』に収録。

## 他の楽曲へのサンプリング
出典は
- ヤング・ジョック feat. スヌープ・ドッグ&リック・ロス「Brand New」（2007年） - アルバム『Hustlenomics』に収録。
- ライフ・ジェニングス（英語版） feat. T.I.「Brand New」（2008年） - アルバム『Lyfe Change』に収録。
- マーマー・オソ (Marmar Oso)「You Do」（2019年） - アルバム『Oso Different』に収録。